# Cephaloscyllium isabellum
Cephaloscyllium isabellum — акула з роду Cephaloscyllium родини Котячі акули. Інші назви «котячоголова головаста акула», «килимова котяча акула», «шахова головаста акула», «новозеландська головаста акула».

## Опис
Загальна довжина сягає 1 м, не підтверджено документально інформація стосовно 1,5 м. Голова коротка і широка. Очі відносно великі, горизонтальної форми, з мигальною перетинкою. Зіниці щілиноподібні. За ними розташовані невеликі бризкальця. Ніздрі широкі з носовими клапанами. Губні борозни відсутні. Рот широкий, зігнутий. Зубі дрібні з 3-5 верхівками, з яких центральна висока та гостра, а бокові — низькі й тупі. У неї 5 пар коротких зябрових щілин. Тулуб щільний, веретеноподібний. луска стрілкоподібна з 3 горизонтальними гребенями, що закінчуються зубчиками. Грудні плавці широкі, округлі. Має 2 спинних плавця. Передній спинний плавець більше за задній. Черевні плавці маленькі, у самців з великими птерігоподіями (статевими органами). Хвостовий плавець широкий і короткий. Хвостове стебло відносно тонке.
Забарвлення золотаво-коричневе з великими темними плямами. Загалом на тілі може бути 11 таких плям, які розташовано у шаховому порядку.

## Спосіб життя
Тримається на глибинах до 673 м, звичайна до 400 м, зрідка трапляється нижче цього рівня. Воліє до скелястих, кам'янистих, рифових ділянок з м'якою підкладкою. Як захист від ворогів здатна надуватися, ковтаючи воду або повітря. При витягуванні з води також ковтає повітря та різко випускає, видаючи звуки на кшталт гавкання собаки.
Доволі млява та малорухлива акула. Вдень переважно ховається в щілинах, печерах, серед каміння. Живиться дрібними акулами і скатами, кальмарами й невеличкими восьминогами, черевоногими молюсками, ракоподібними, морськими черв'яками. Найбільшими ворогами є великі хрящеві риби та паразити, зокрема Calyptrobothrium chalarosomum.
Статева зрілість у самців настає при розмірі 60 см, самиць — 80 см. Це яйцекладна акула. Самиця відкладає 2 яйця кремового кольору завдовжки 12 см. Яйця мають вусики та вирости, якими чіпляється до ґрунту або водоростей. Народжені акуленята становлять 16 см завдовжки.
Тривалий час виловлювалася заради цінної печінки, що містять сквален. Лише з середини XX ст. встановлено державний захист за виловом, завдяки чому популяція цієї акули відновлюється.

## Розповсюдження
Є ендеміком акваторії Нової Зеландії.